# Paweł Janas
Paweł Janas (ˈpavɛw ˈjanas; Pabianice, 4 marzo 1953) è un allenatore di calcio ed ex calciatore polacco, di ruolo difensore.

## Carriera

### Giocatore

#### Club
Iniziò la sua carriera calcistica nel Włókniarz Pabianice nel 1965, ma lasciò il club nel 1973 per passare al Widzew Łódź. Proseguì l'attività da calciatore fino al 1988, vestendo le maglie di Legia Varsavia ed Auxerre.

#### Nazionale
Ha militato inoltre nella Nazionale di calcio polacca dal 1976 al 1984, collezionando 53 presenze ed 1 gol e giocando tutte e 7 le partite della Polonia disputate nel campionato del mondo 1982, in cui conquistò il terzo posto.

### Allenatore
Nel 1988 intraprese la carriera da allenatore. Fino al 1994 ricoprì solo incarichi da viceallenatore: iniziò col Legia Varsavia dal 1988 al 1990, per poi continuare dal 1990 al 1992 con la Nazionale giovanile polacca guidata da Władysław Stachurski, con la squadra olimpica di calcio della Polonia (vincitrice della medaglia d'argento ai Giochi della XXV Olimpiade) assieme a Janusz Wójcik nel 1992 e nuovamente col Legia Varsavia (sempre come assistente di Wójcik) dal 1992 al 1994.
Nel 1994 fu nominato allenatore del Legia; durante la sua gestione, durata fino al 1996, il club vinse il campionato polacco di calcio (1994, 1995), la Coppa di Polonia (1994, 1995), la Supercoppa di Polonia (1994), oltre a giungere fino ai quarti di finale della UEFA Champions League 1995-1996.
Dal 1996 al 1999 allenò la squadra olimpica polacca di calcio; successivamente lavorò come allenatore e vicepresidente dell'Amica Wronki fino al 2002.
Il 20 dicembre 2002 assunse ufficialmente l'incarico di commissario tecnico della Nazionale di calcio polacca. Nonostante le critiche iniziali, riuscì a far qualificare al campionato del mondo 2006 la Polonia, che concluse il girone di qualificazione al secondo posto, dietro l'Inghilterra, piazzandosi come miglior seconda.
Nella fase finale del torneo mondiale disputatosi in Germania, la Polonia affrontò nel girone iniziale l'Ecuador, la Germania e la Costa Rica, ma in seguito alle sconfitte subite contro gli ecuadoriani ed i tedeschi e l'inutile vittoria contro i costaricani, che comportarono l'eliminazione dal Mondiale, Janas fu esonerato dalla Federazione calcistica della Polonia, che lo sostituì con Leo Beenhakker.
Nel 2008 è stato chiamato ad allenare il GKS Bełchatów, squadra dell'Ekstraklasa (la Serie A polacca), portandola al 5º posto alla fine del girone d'andata; durante la sosta invernale, però, si è dimesso. Alcuni giorni dopo ha accettato di allenare il Widzew Łódź, che ha guidato fino al 2010, per poi passare al Polonia Varsavia.
Nel 2011 è ritornato sulla panchina del GKS Bełchatów.

## Palmarès

### Giocatore

#### Competizioni nazionali
- Campionato polacco di seconda divisione: 1

Widzew Łódź: 1974-1975
- Coppa di Polonia: 2

Legia Varsavia: 1979-1980, 1980-1981

#### Competizioni internazionali
- Coppa delle Alpi: 1

Auxerre: 1985

### Allenatore

#### Competizioni nazionali
- Campionato polacco: 1

Legia Varsavia: 1994-1995
- Coppa di Polonia: 1

Legia Varsavia: 1994-1995
- Supercoppa di Polonia: 1

Legia Varsavia: 1994
- Campionato polacco di seconda divisione: 1

Widzew Łódź: 2009-2010